# Židlochovice
Židlochovice (německy Groß Seelowitz) jsou město v okrese Brno-venkov v Jihomoravském kraji. Nacházejí se 18 km jižně od Brna, při ústí Litavy do Svratky, na západním úpatí Výhonu (355 m n. m.), nejvyššího kopce Dyjsko-svrateckého úvalu. Žije zde přibližně 3 700 obyvatel.
Jedná se o vinařskou obec ve Velkopavlovické vinařské podoblasti (viniční tratě Prostřední sady, Hačky, Výhon, Vinohrádky, Výšavy, Pastviska).

## Název
Název obce byl odvozen od osobního jména Židloch, příponou -och odvozeného od Židla, což byla domácká podoba některého složeného jména obsahujícího ž(i)d- (např. Židebor, Ždimir). Výchozí tvar Židlochovici byl původním pojmenováním obyvatel vsi a znamenal "Židlochovi lidé". Německé Seelowitz vzniklo hláskovou úpravou (včetně rázného krácení) českého, přívlastek Groß ("Velké") dán v 18. století na odlišení od nepříliš vzdálených Želovic, které se německy jmenovaly Klein Seelowitz.

## Historie

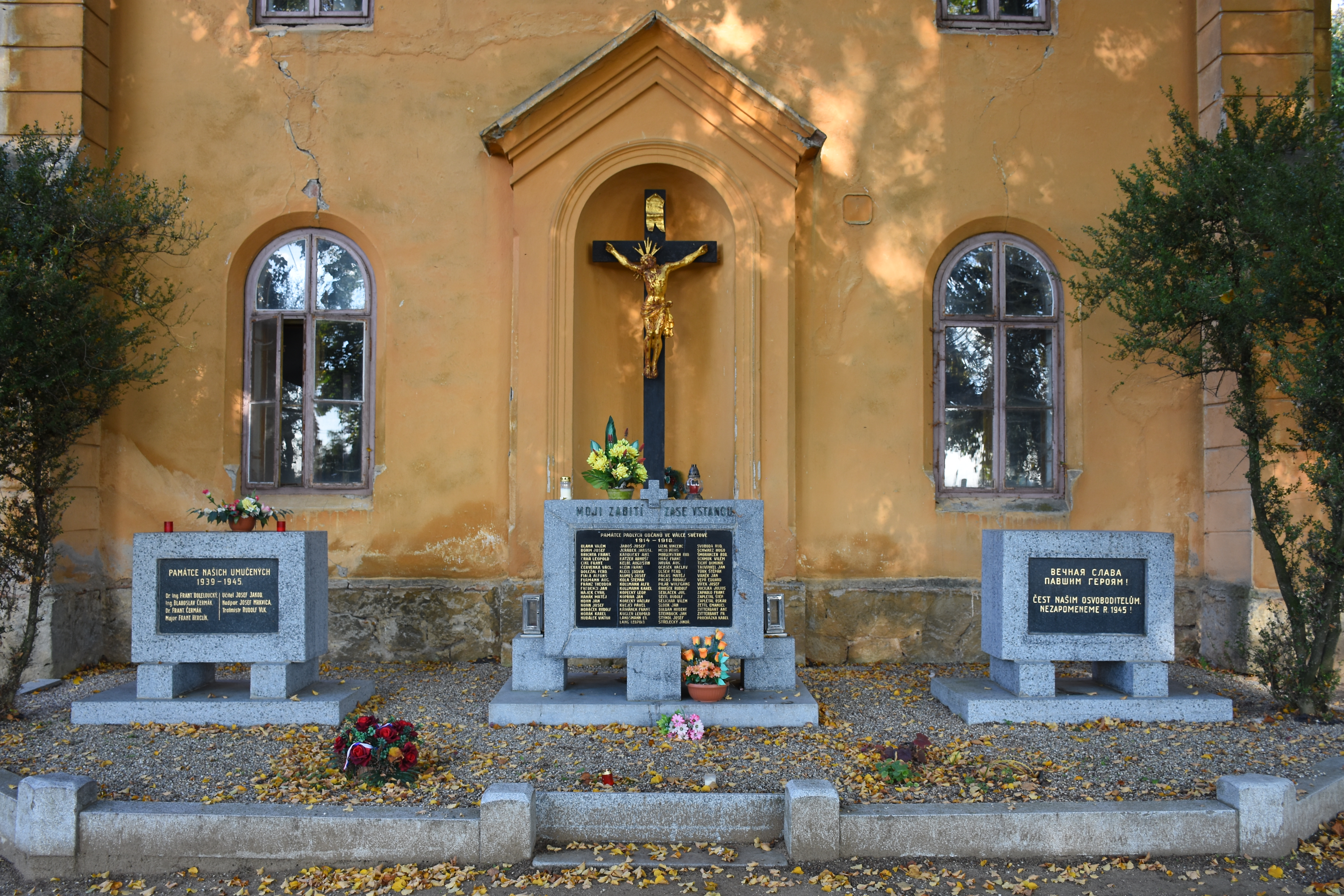
Pomníky obětem dvou světových válek

Židlochovice měly do druhé poloviny 20. století poněkud odlišné katastrální hranice než mají v současnosti. Mnichovská dohoda učinila ze Židlochovic pohraniční město, přičemž tehdy stanovená nová hranice mezi nacistickým Německem a neobsazeným zbytkem Československa zabíhala dost hluboko do současného intravilánu Židlochovic (řada tehdy ještě nezastavěných pozemků v židlochovické lokalitě zvané „Žižkov“ patřila k původnímu katastru sousední obce Vojkovice, jejíž katastr byl téměř celý zabrán Německem). K 1. lednu 1959 pak provedl krajský národní výbor v Brně svým usnesením ze dne 12. prosince 1958 výraznou úpravu hranice Židlochovic se sousedními obcemi Hrušovany u Brna a Vojkovicemi právě v lokalitě Žižkova, přičemž k důvodům patřilo 24 postavených či rozestavěných domů na území připojeném k Židlochovicím. Židlochovice při této úpravě svojí hranice získaly od Vojkovic 26,571 hektarů půdy a od Hrušovan 3,687 hektarů půdy. Naopak k Vojkovicím přešlo od Židlochovic 0,1243 hektarů půdy.
Obecně jsou Židlochovice jedním z důležitých míst podílejících se na charakteru moravské kuchyně.
V roce 1895 byla do Židlochovic postavena krátká železniční trať ze sousedních Hrušovan, která sloužila jak osobnímu, tak nákladnímu provozu (cukrovar). Osobní provoz byl na ní zastaven v roce 1979, nákladní vlaky ji posléze postupně také opustily a dráha zůstala nevyužívaná a chátrala, stejně jako prostor židlochovického nádraží. V roce 2018 byla zahájena obnova trati, pravidelný provoz byl obnoven roku 2019. Do Židlochovic vede odbočka vlakové linky S3 Integrovaného dopravního systému Jihomoravského kraje.

## Samospráva
Od roku 2003 jsou Židlochovice obcí s rozšířenou působností, jejich správní obvod čítá celkem 24 obcí. V letech 1998–2006 byla starostkou Hana Kratochvílová, v letech 2006–2008 město vedl Jan Vitula. Mezi lety 2008 a 2014 působil ve funkci starosty Vlastimil Helma, v roku 2014 byl do čela města zvolen opět Jan Vitula. Ten byl starostou opětovně zvolen 31. října 2018.

## Obyvatelstvo
| Rok            | 1869  | 1880  | 1890  | 1900  | 1910  | 1921  | 1930  | 1950  | 1961  | 1970  | 1980  | 1991  | 2001  | 2011  | 2021  |
| -------------- | ----- | ----- | ----- | ----- | ----- | ----- | ----- | ----- | ----- | ----- | ----- | ----- | ----- | ----- | ----- |
| Počet obyvatel | 2 826 | 2 651 | 2 635 | 2 613 | 2 514 | 2 562 | 2 764 | 2 508 | 2 782 | 2 855 | 3 443 | 3 251 | 3 087 | 3 562 | 3 702 |
| Počet domů     | 262   | 299   | 286   | 335   | 358   | 376   | 501   | 547   | 563   | 570   | 618   | 649   | 661   | 771   | 831   |

Vývoj počtu obyvatel

## Pamětihodnosti
V Židlochovicích je několik významných památek, mezi hlavní patří zámek, radnice, gymnázium, Strejcův sbor a kostel Povýšení svatého Kříže.

### Radnice
Jedna z nejstarších budov města. Původní radnice byla jen přízemní budova s doškovou střechou a jednou místností. Její dnešní podoba je z roku 1559, kdy byla majitelem panství Vilémem z Pernštejna rozšířena. Ve vedlejší budově sídlí Regionální turistické a informační centrum s vinotékou. Radniční sklepy připomínají slavnou vinařskou minulost města.

### Kostel Povýšení svatého Kříže
Postaven v letech 1724–1730 vídeňským barokním architektem Johannem L. Hildebrandtem. Stavbu financoval tehdejší majitel židlochovického panství Filip Ludvík ze Sinzendorfu. Jehlanovitá střecha věže není původní – byla provizorně postavena v roce 1855, kdy původní báň byla stržena vichřicí. V interiéru kostela jsou na postranních oltářích obrazy sv. Jana Nepomuckého a Panny Marie – autorem je židlochovický malíř Georg Metzger. Nalezneme tu také repliku jedinečného gotického spodobněni P. Marie, jejíž originál je v Moravském muzeu.
Schodiště před kostelem zdobí sochy Jana Sterna z 18. století: sv. Florian, sv. Urban, sv. Leonard, sv. Augustin a dvě sochy sv. Jana Nepomuckého.

### Zvonice na starém hřbitově
Arkádovitá předsíň s lomenými oblouky je zbytkem původního gotického kostela znovu vysvěceného v roce 1446. Kolem původního kostela byl hřbitov. Kostel byl zřejmě poškozen v husitských válkách, později byl poškozen několikrát požárem a nakonec byl v 19. století zbořen. Jedenáct náhrobních kamenů ze starého hřbitova je nyní umístěno na hřbitově v Komenského ulici.

### Strejcův sbor
V letech 1595–1599 zde působil bratrský kazatel Jiří Strejc, jeden z překladatelů Bible kralické a básník. V Židlochovicích také 23. ledna 1599 zemřel. Název ulice připomíná, že zde byl českobratrský kostelík – sbor. Čeští bratři, kteří ve městě působili, byli pod ochranou zemského hejtmana Fridricha ze Žerotína, který byl od roku 1567 majitelem panství. Pod bratrským kostelíkem byla postavena hrobka a do ní byly uloženy ostatky Fridricha ze Žerotína a dalších pěti příslušníků jeho rodiny. Českobratrský kostelík, včetně hrobu Jiřího Strejce, zanikl během třicetileté války. Po dlouhém pátrání znalce židlochovické historie Františka Horáka byla v roce 1956 hrobka objevena a otevřena. Nedošlo však k zakonzervování nalezených cínových rakví a hrobka byla opět zasypána. Odborným průzkumem v roce 1990 bylo zjištěno její úplné zničení.
Je velmi pravděpodobné, že v popisném čísle 32 byla českobratrská fara. Město usiluje o její renovaci.

### Zámek
Původní tvrz přestavěná na zámek – nejprve renesančně, později barokně – současný vzhled je empírový.
V 19. století zámek patřil těšínské větvi habsbursko-lotrinského císařského rodu, narodila se tu mj. pozdější španělská královna a regentka Marie Kristýna.

### Cukrovar
Cukrovar patřil k nejznámějším v českých zemích. Zde byl prvně zaveden proces difuze, tedy novinka srovnatelná s přínosem cukrovaru v Dačicích, kde byla poprvé vyrobena kostka cukru. Filtrační věž a komín bývalého cukrovaru byly Ministerstvem kultury prohlášeny kulturní památkou.

### Robertova vila
Empírová vila z 30. let 19. století, chráněna jako kulturní památka České republiky. Vilu, nacházející se v jižní části města, nechal postavit Florentin Robert, zakladatel židlochovického cukrovaru, jako rodinné sídlo. Boční křídlo bylo dostavěno na konci 19. století. V současnosti (2013) ve vile sídlí základní umělecká škola a mateřské centrum. U vily se nachází veřejná zahrada a dětské hřiště. Část zahrady je postupně upravována do podoby přírodní zahrady.

### Zavěšený most přes Svratku
Zavěšený most, postavený v letech 1989–1993, tvoří jednu z dominant města. Na jeho místě dříve stával dřevěný most z roku 1737 a po něm ocelový příhradový most z roku 1897.

## Židovská komunita
V Židlochovicích žilo do roku 1942 několik židovských rodin. Během konečného řešení židovské otázky byli tito lidé odvlečeni a zavražděni. Šestnáct židlochovických židů odjelo transportem Ah dne 4. 4. 1942 z Brna do ghetta Terezín. Odtud byli všichni posláni dále do koncentračních táborů, kde bez výjimky zahynuli. Transport Ap byl vypraven 18. 4. 1942 z Terezína do Rejowiec. Transport An byl vypraven 25. 4. 1942 z Terezína do varšavského ghetta. Transport Er byl vypraven 16. 10. 1944 z Terezína do Osvětimi. Transport Ek byl 28. 9. 1944 z Terezína vypraven do Osvětimi.
Z archivních dokumentů židovské obce plyne, že tři občané zahynuli v Osvětimi, 3 v ghettu Varšava a deset v transitním koncentračním táboře Rejowiec (70 km od koncentračního tábora Sobibor). Šlo o tyto občany Židlochovic:
- Maxmilian Kosina (* 1879)
- Elise Kosina (* 1882)
- Hilda Kraus (* 1907)
- Alfred Steiner (* 1875)
- Olga Steiner (* 1887)
- Charlotte Burian (* 1875)
- Richard Burian (* 1887)
- Irma Burian (* 1890)
- Hilda Burian (* 1914)
- Gertrude Burian (* 1920)
- Jakob Stiasny (* 1884)
- Irma Stiasny (* 1899)
- Otto Stiasny (* 1921)
- Siegfried Stiasny (* 1881)
- Oskar Kohn (* 1893)
- Friederike Schäfer (* 1879)

V místě, kde v dolní části náměstí Míru stával dům rodiny Burianových, bylo díky aktivitě vedení města umístěno pět Kamenů zmizelých (Stolpersteine). Slavnostního aktu umístění kamenů se 19. dubna 2015 zúčastnili zástupci města v čele se starostou a také zástupce Židovské obce Brno. Před domem na náměstí Míru č. 27, kde žili manželé Steinerovi, byly dva Kameny zmizelých slavnostně umístěny 8. května 2016 rovněž za účasti zástupců brněnské židovské obce a zástupců města.

## Osobnosti

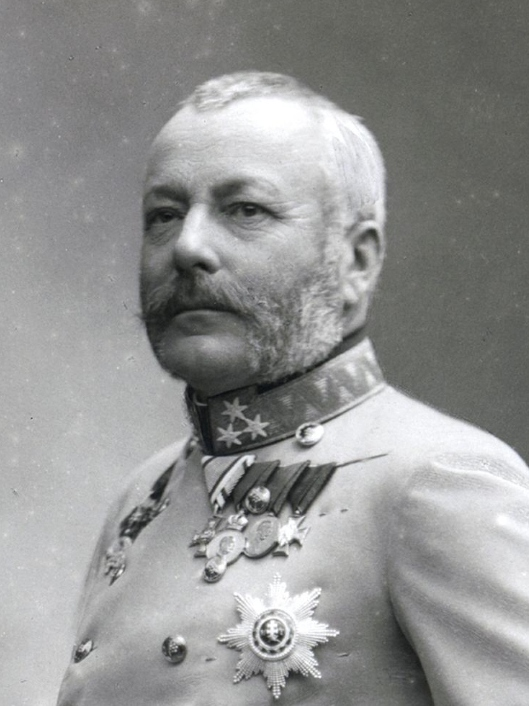
Bedřich Rakousko-Těšínský, foto 1908

- Bedřich Rakousko-Těšínský (1856–1936), rakouský arcivévoda a vrchní velitel rakousko-uherské armády
- Evžen Rakousko-Těšínský (1863–1954), rakouský arcivévoda
- Marie Kristýna Rakouská (1858–1929), manželka španělského krále Alfonse XII.
- Vilém Zajíc z Valdeka na Židlochovicích († 1420), šlechtic
- Hynek z Valdštejna a Židlochovic († 1447?), šlechtic
- Jiří Strejc, též Streyc či Vetter (1536–1599), duchovní Jednoty bratrské, básník a překladatel Bible kralické
- Daniel Vetter, též Strejc či Wetter (1592–1669), tiskař, spisovatel a cestovatel
- Vilém Ludvík Sedláček CanR (1793–1853), císařský dvorní kazatel a opat augustiniánského kláštera Klosterneuburg
- Maurice Strakosch (1825–1887), americký hudebník a impresário
- Bartoloměj Janků (1841–1885), advokát a politik, zemský poslanec
- Jan Valentini (?–?) a František Valentini (?–1947), podnikatelé v gramofonovém průmyslu, zakladatelé a spolumajitelé společnosti Ravitas (značka Ultraphon)
- František Horák[nepřesný odkaz] (1892–1975), vlastivědný badatel, objevitel žerotínské hrobky
- Miloslav Jurák (1921–2020), právník, spisovatel
- Ivan Remunda (1934–2014), malíř, grafik a spisovatel
- Jovan Dezort (* 1934), novinářský fotograf a výtvarník, žil v Židlochovicích
- Jana Novotná (1968–2017), tenistka, žila v Židlochovicích[zdroj⁠?!]

## Partnerská města
- Gbely (Slovensko)

## Galerie

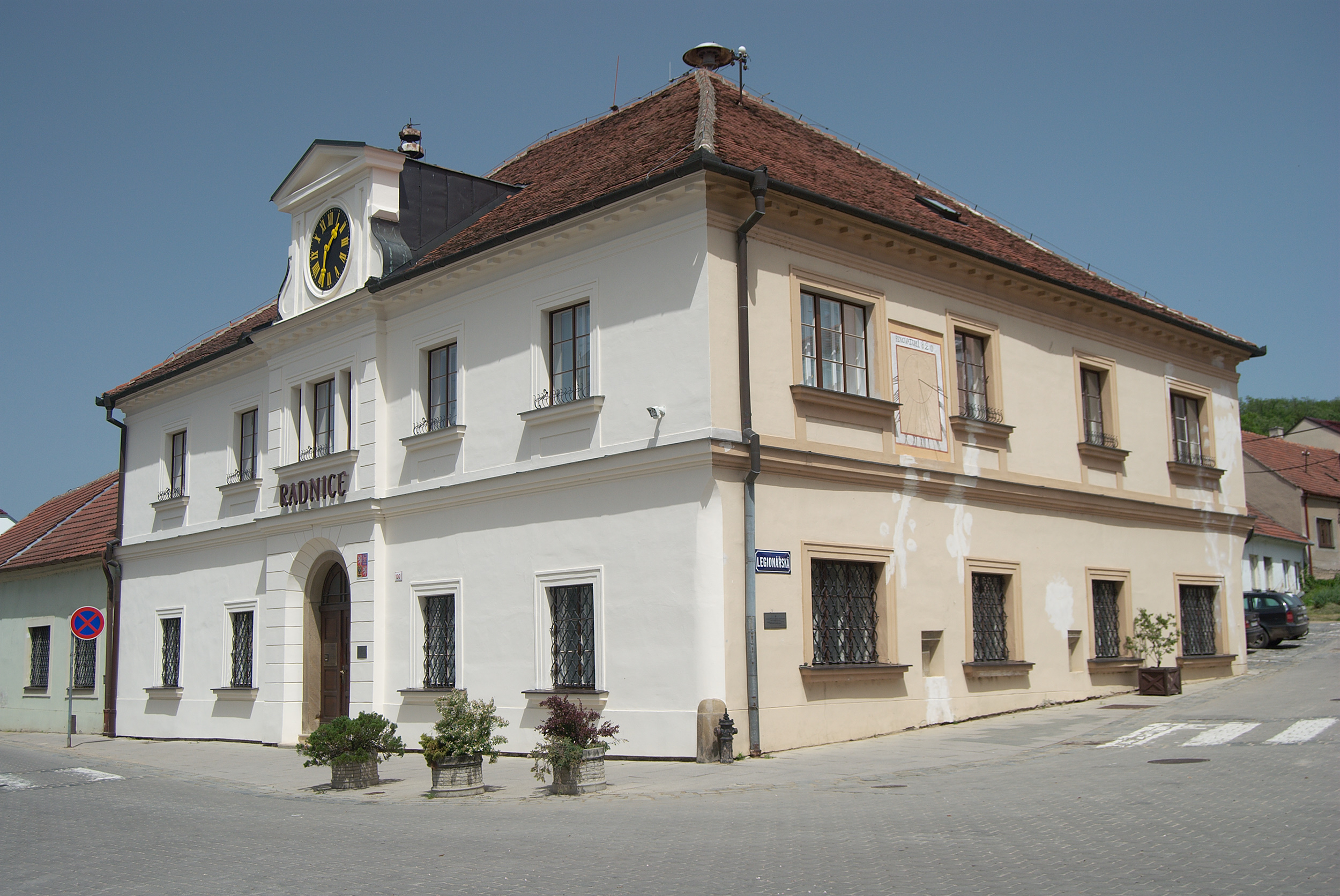
Radnice
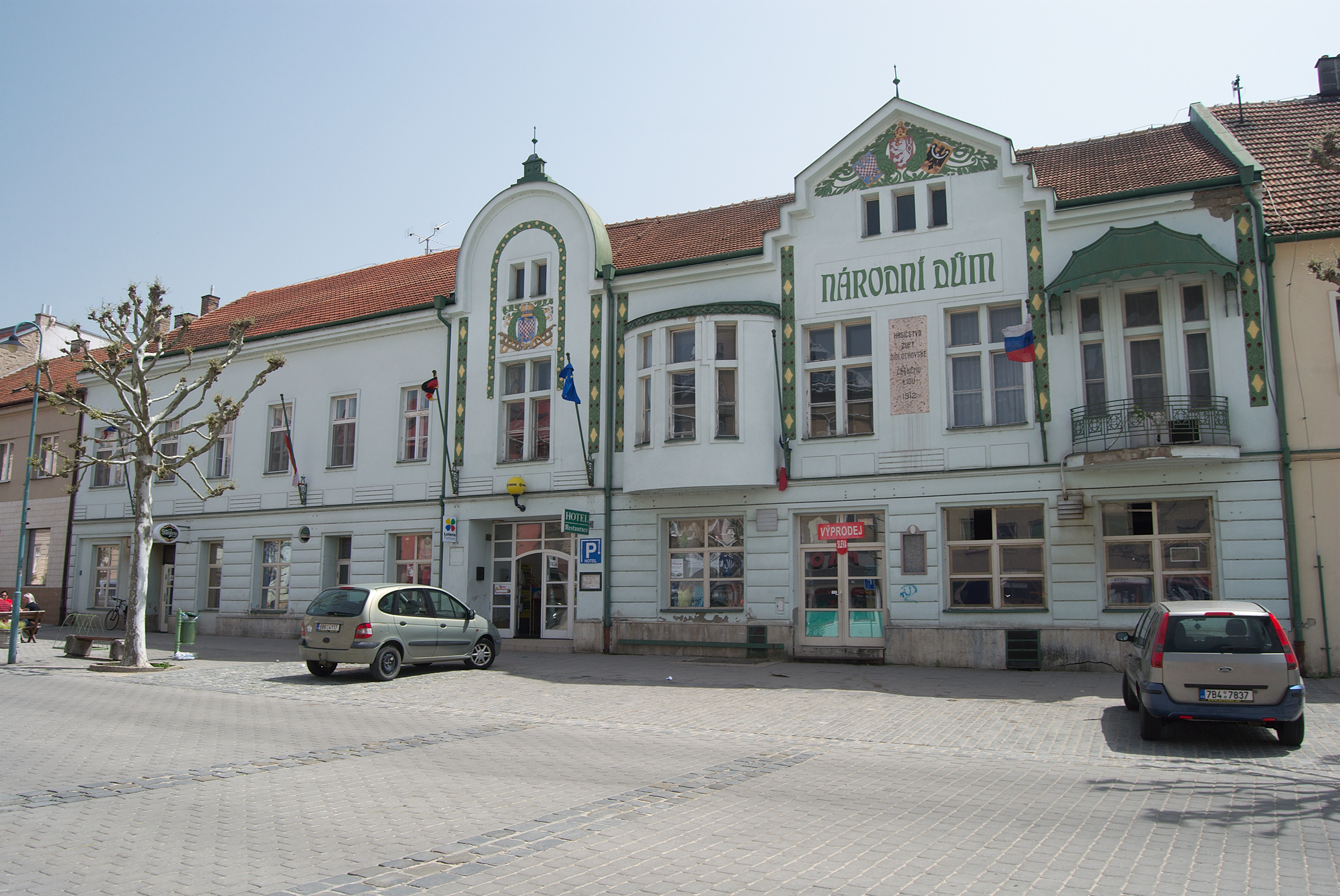
Národní dům
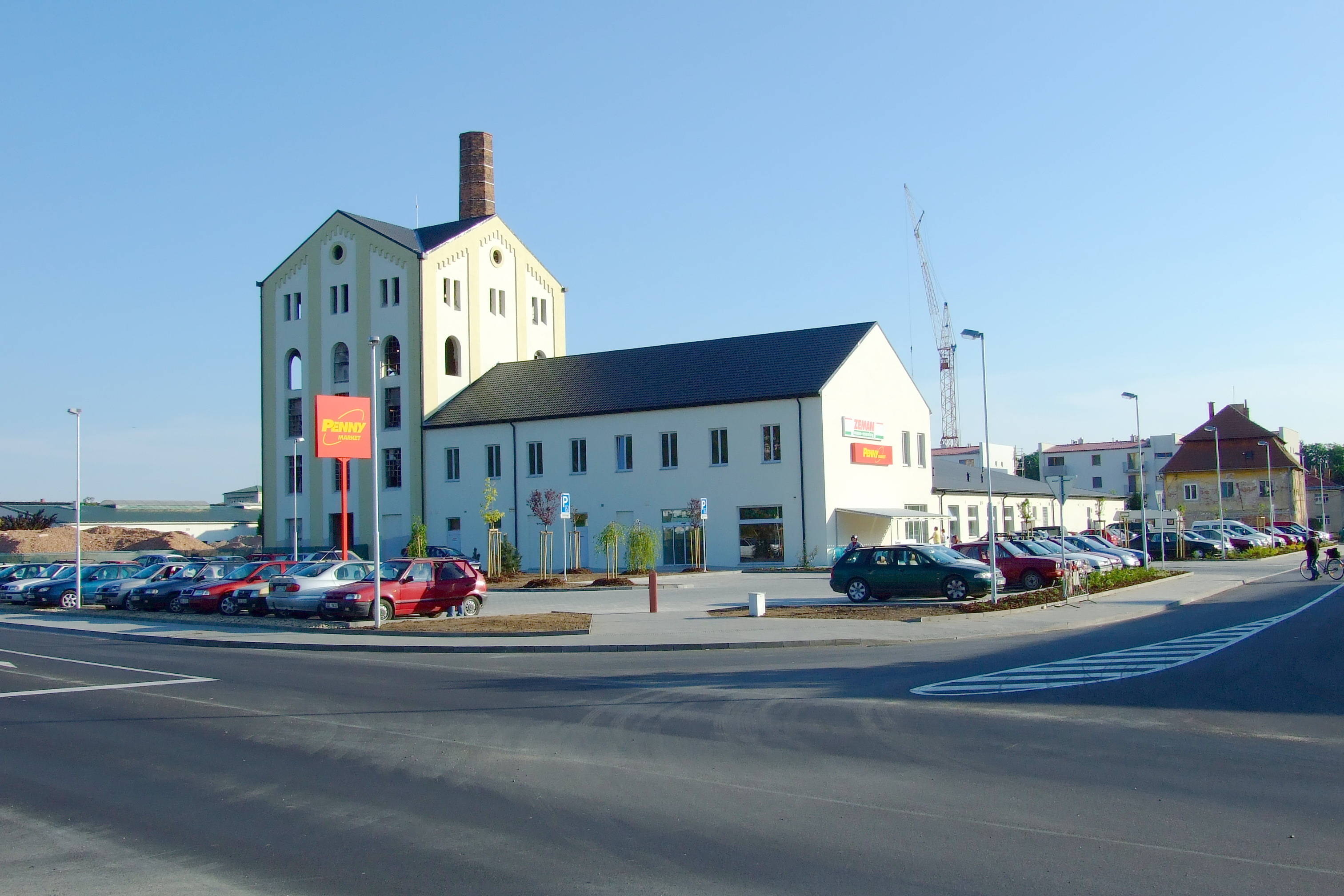
Bývalý cukrovar
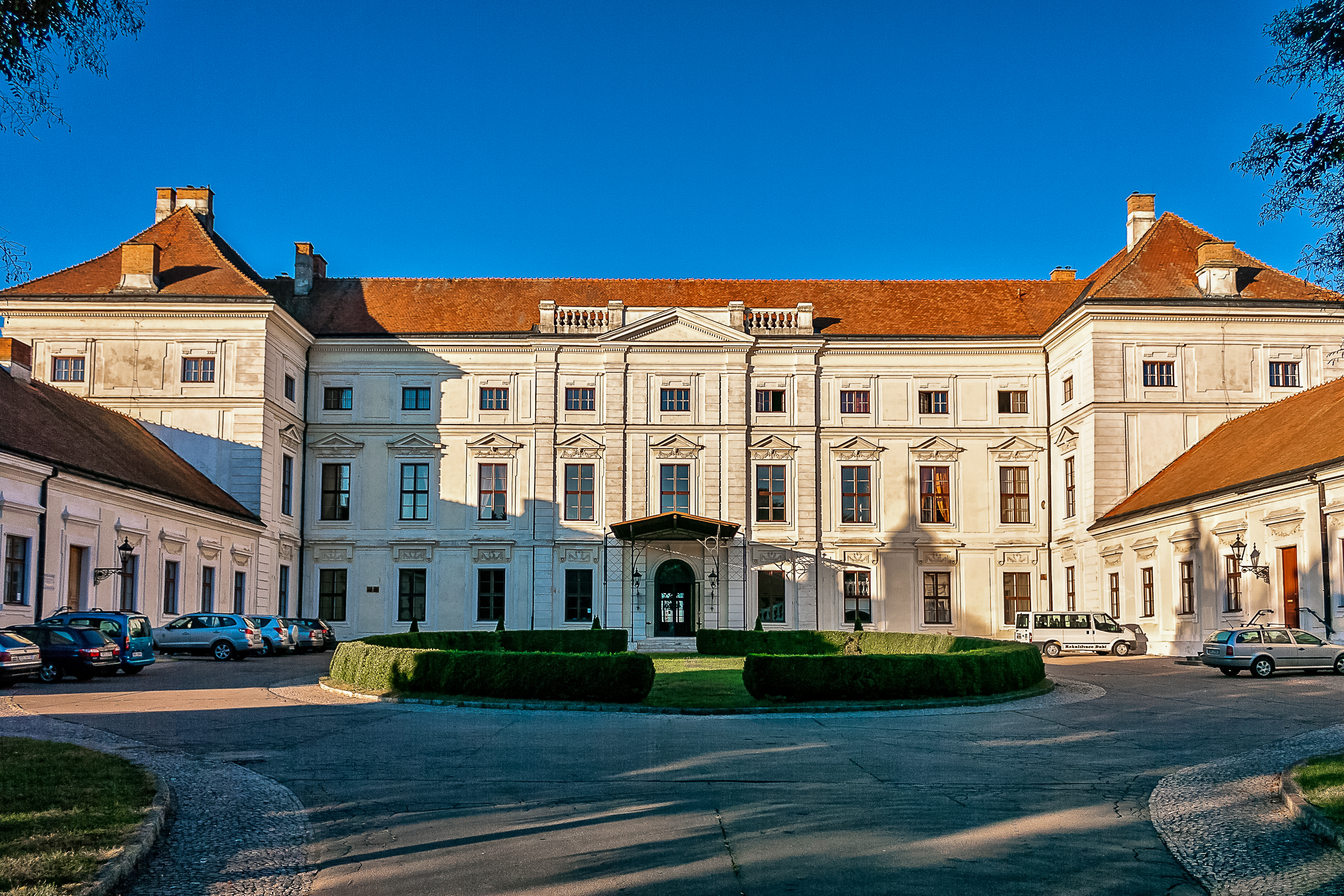
Zámek
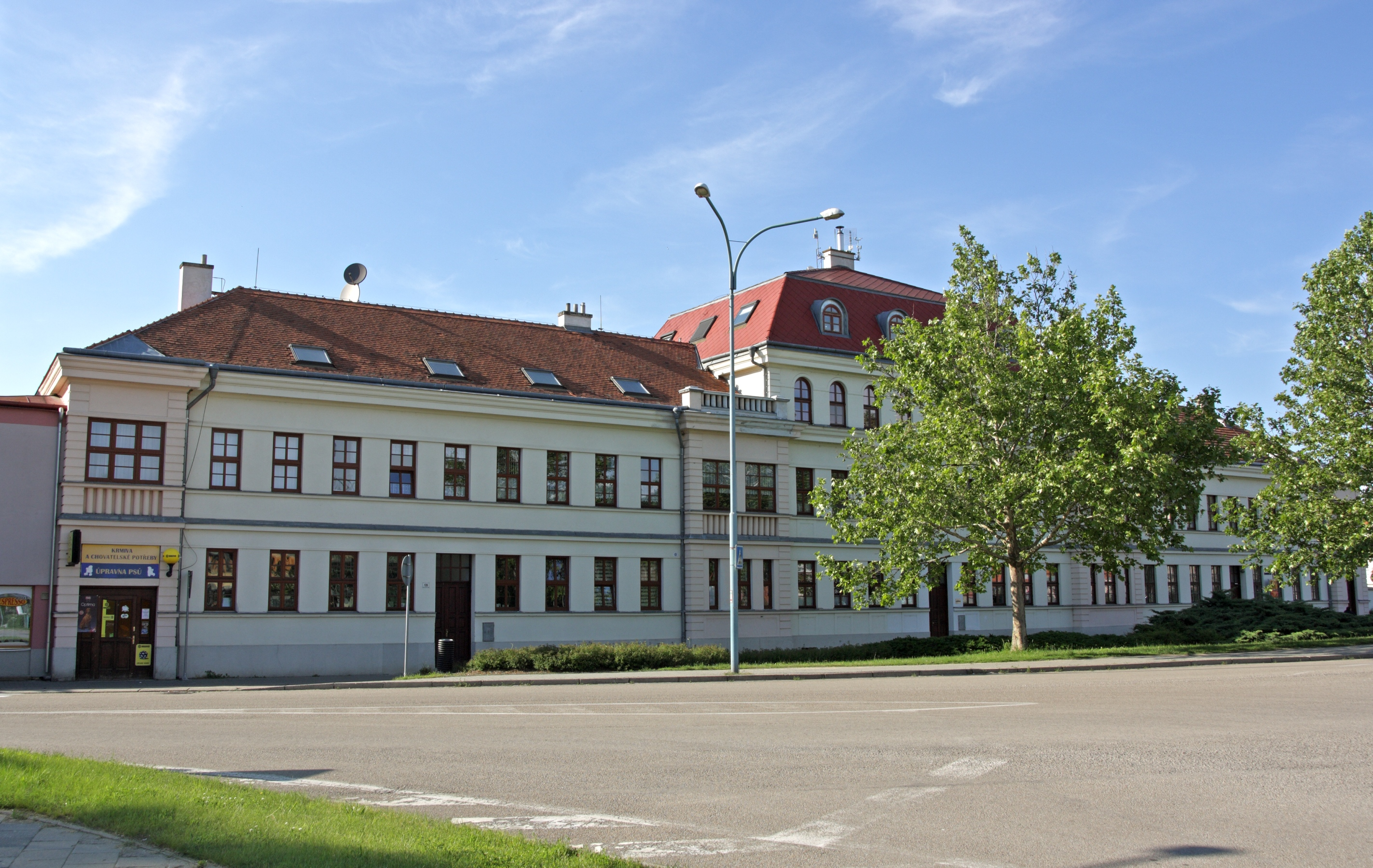
Budova pošty
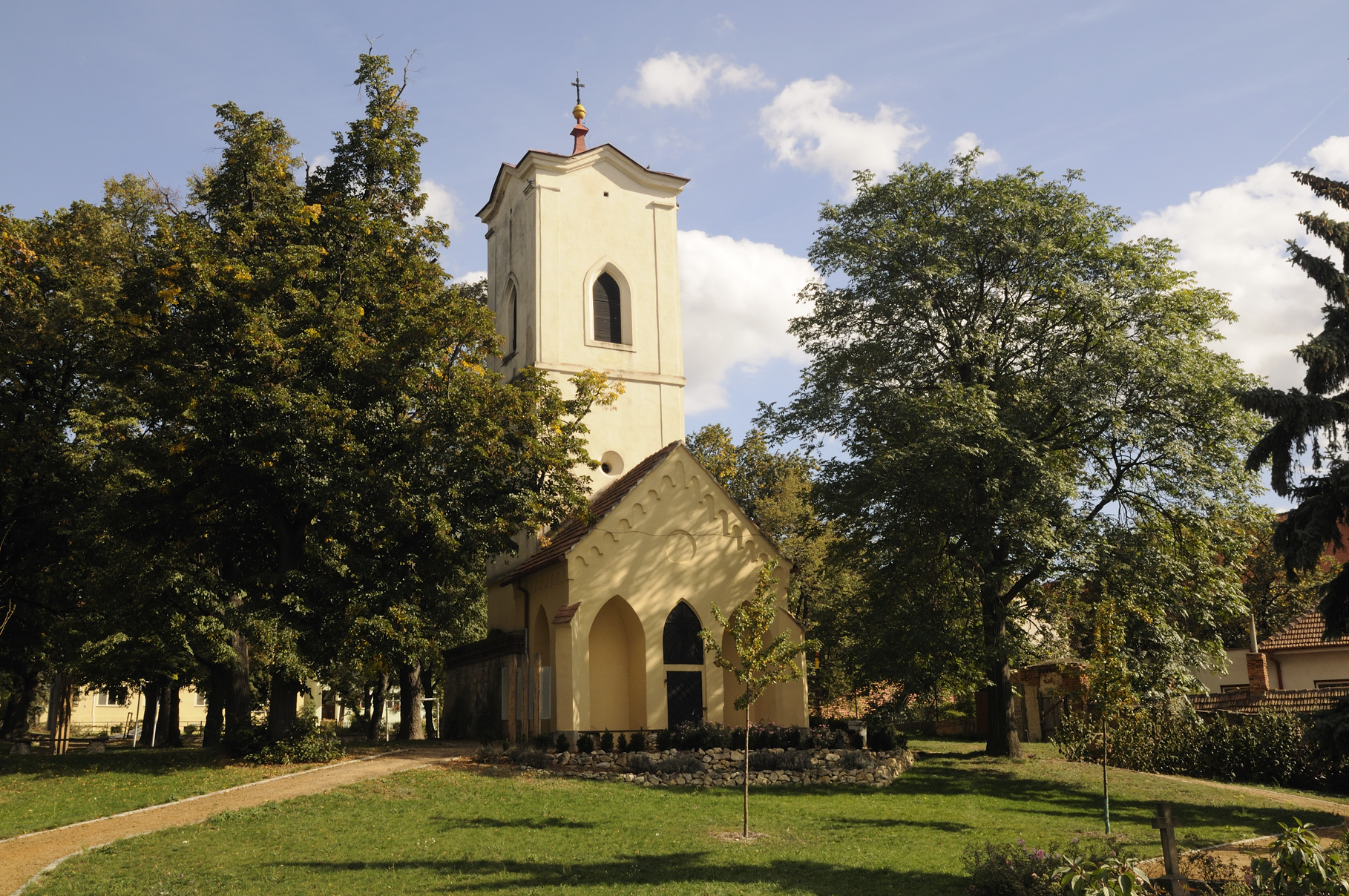
Zvonice kostela svaté Barbory
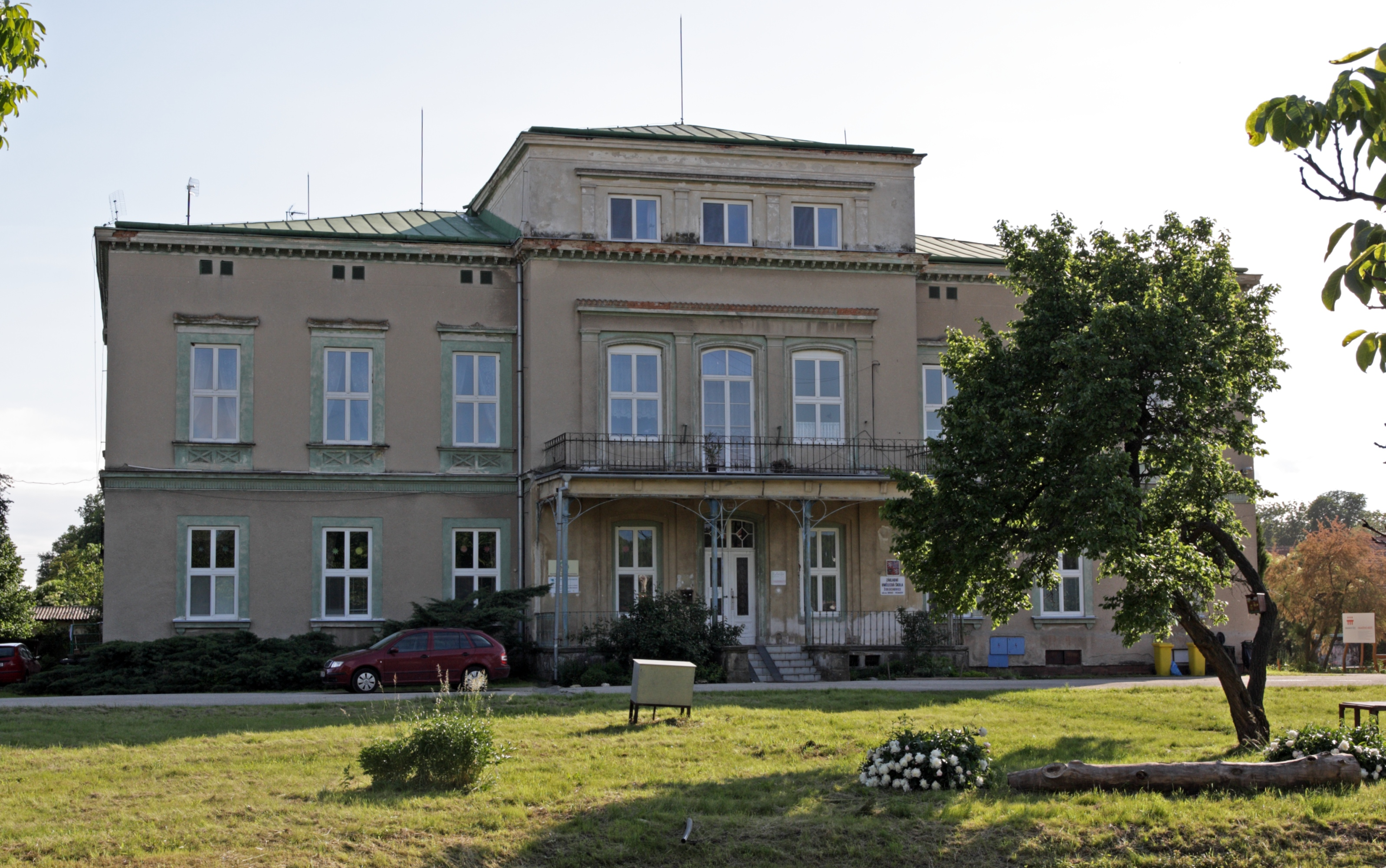
Robertova vila
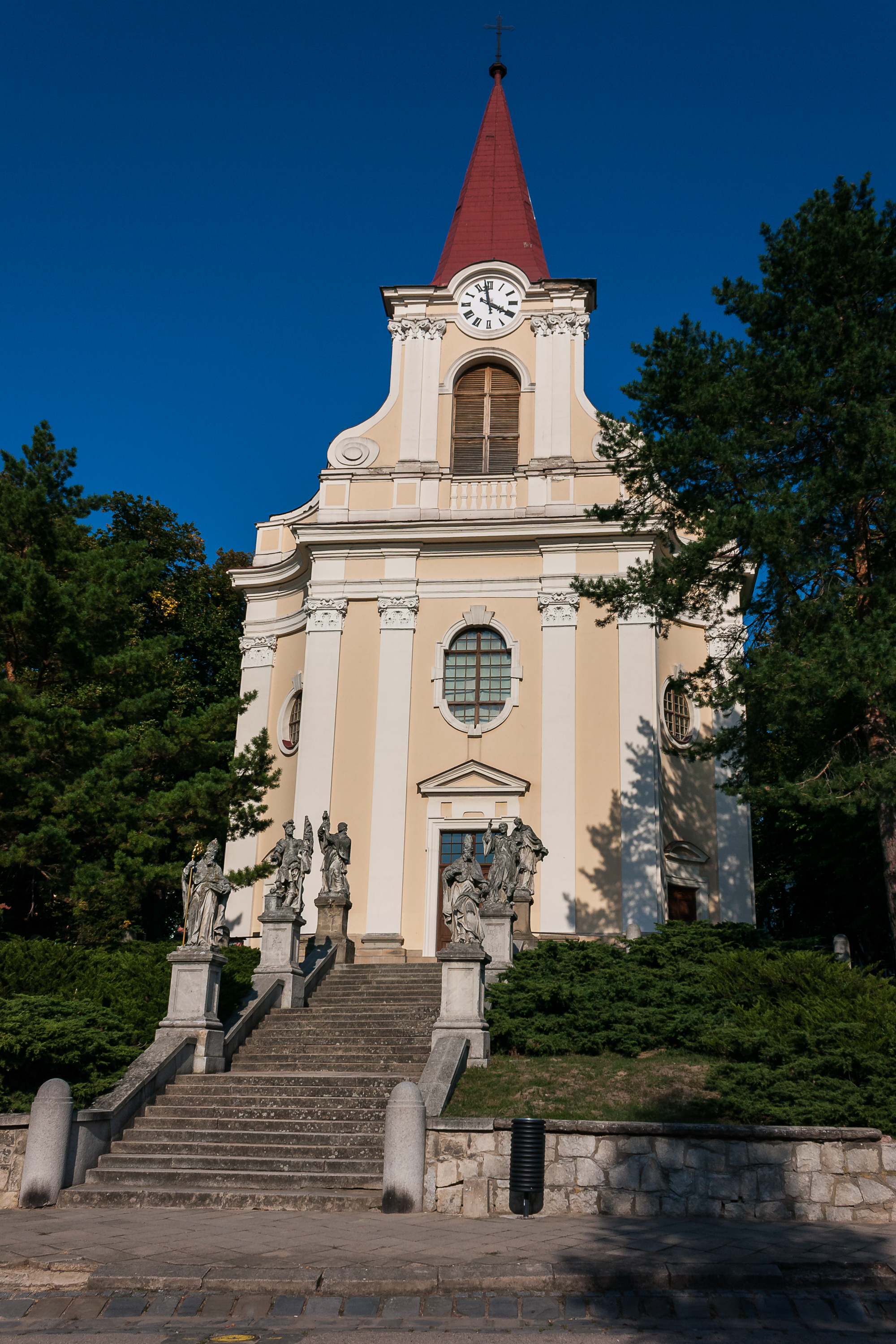
Kostel Povýšení sv. Kříže
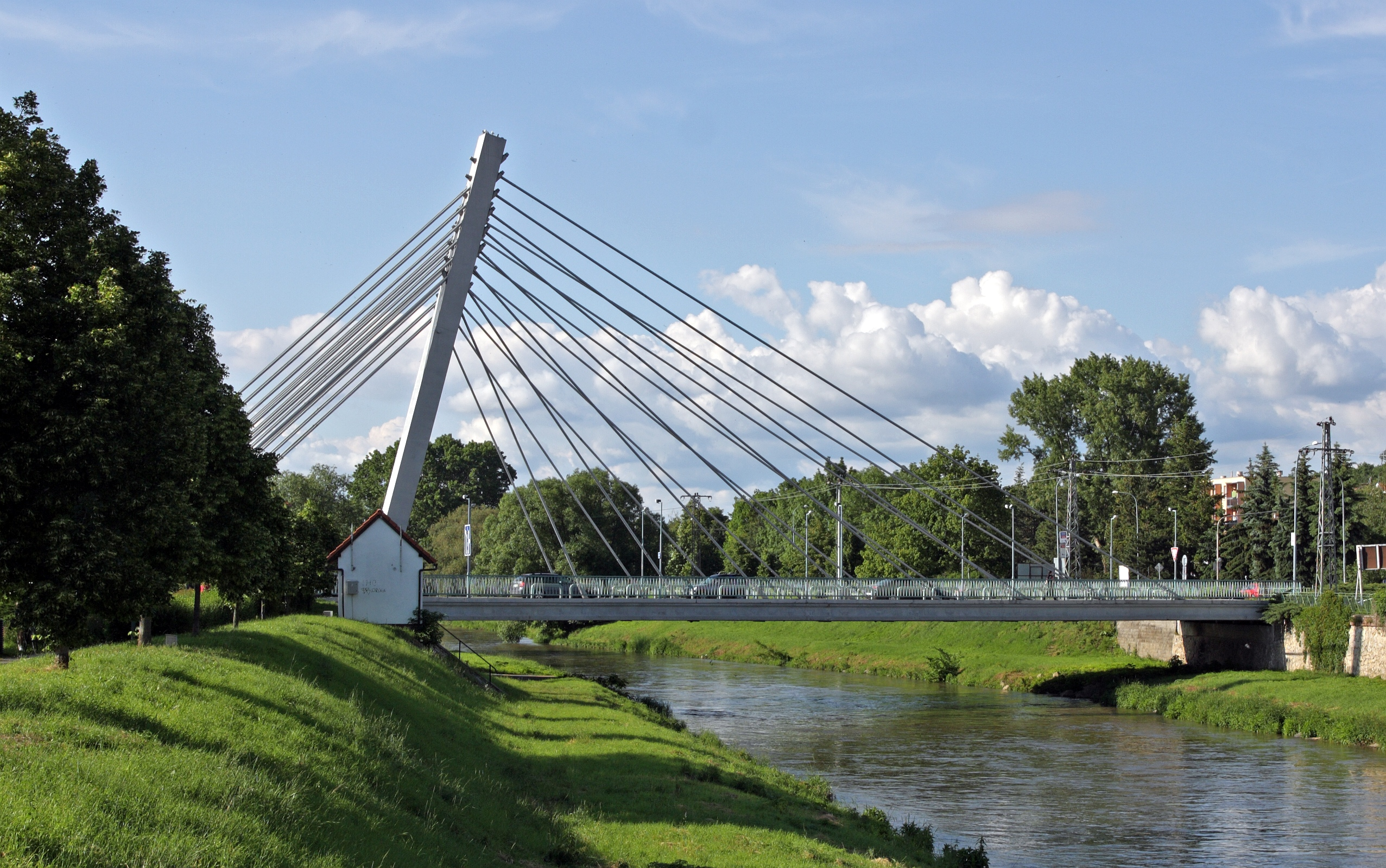
Zavěšený most přes Svratku
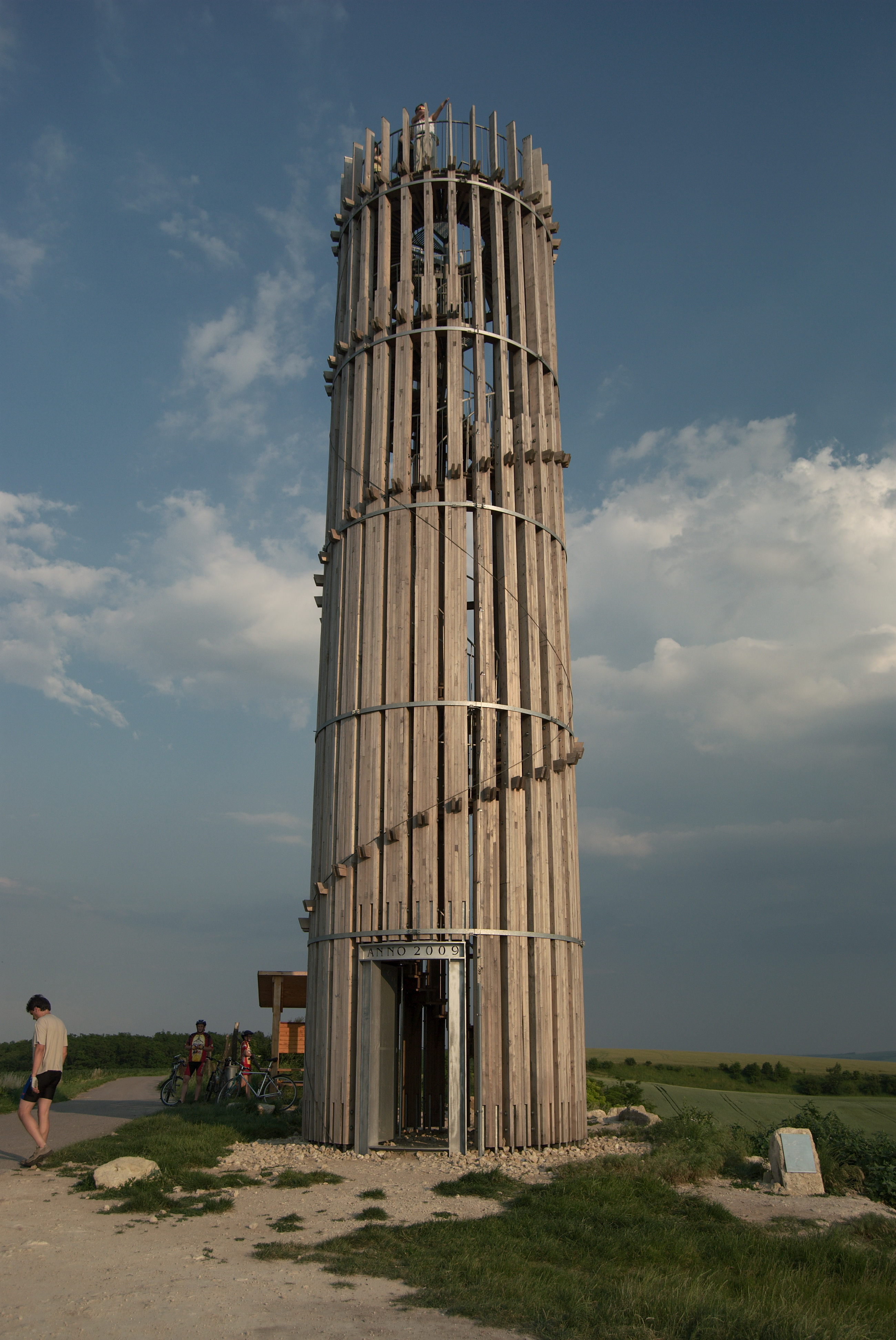
Rozhledna Akátová věž